# Vicenza

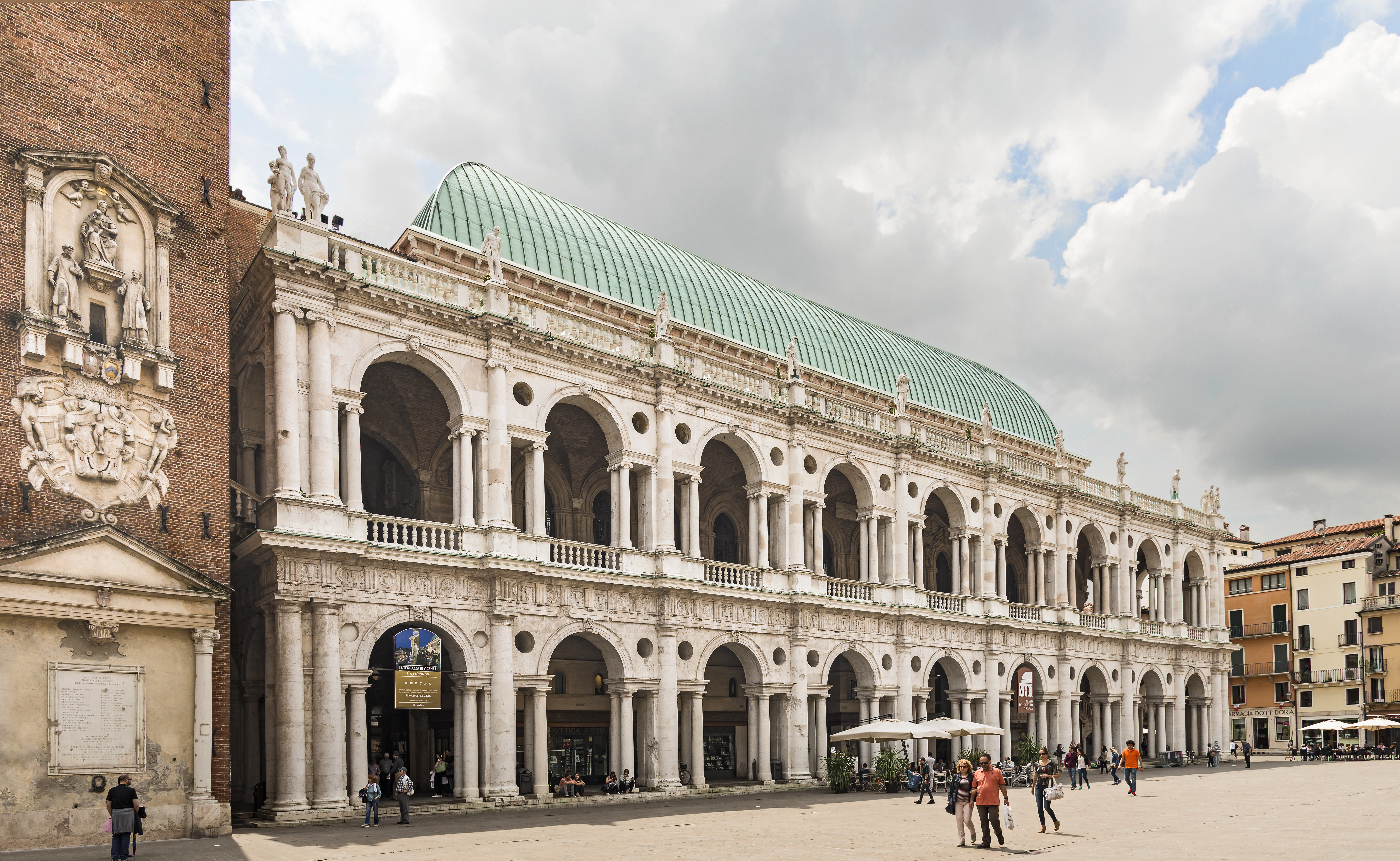
Basilica Palladiana na Piazza Signori

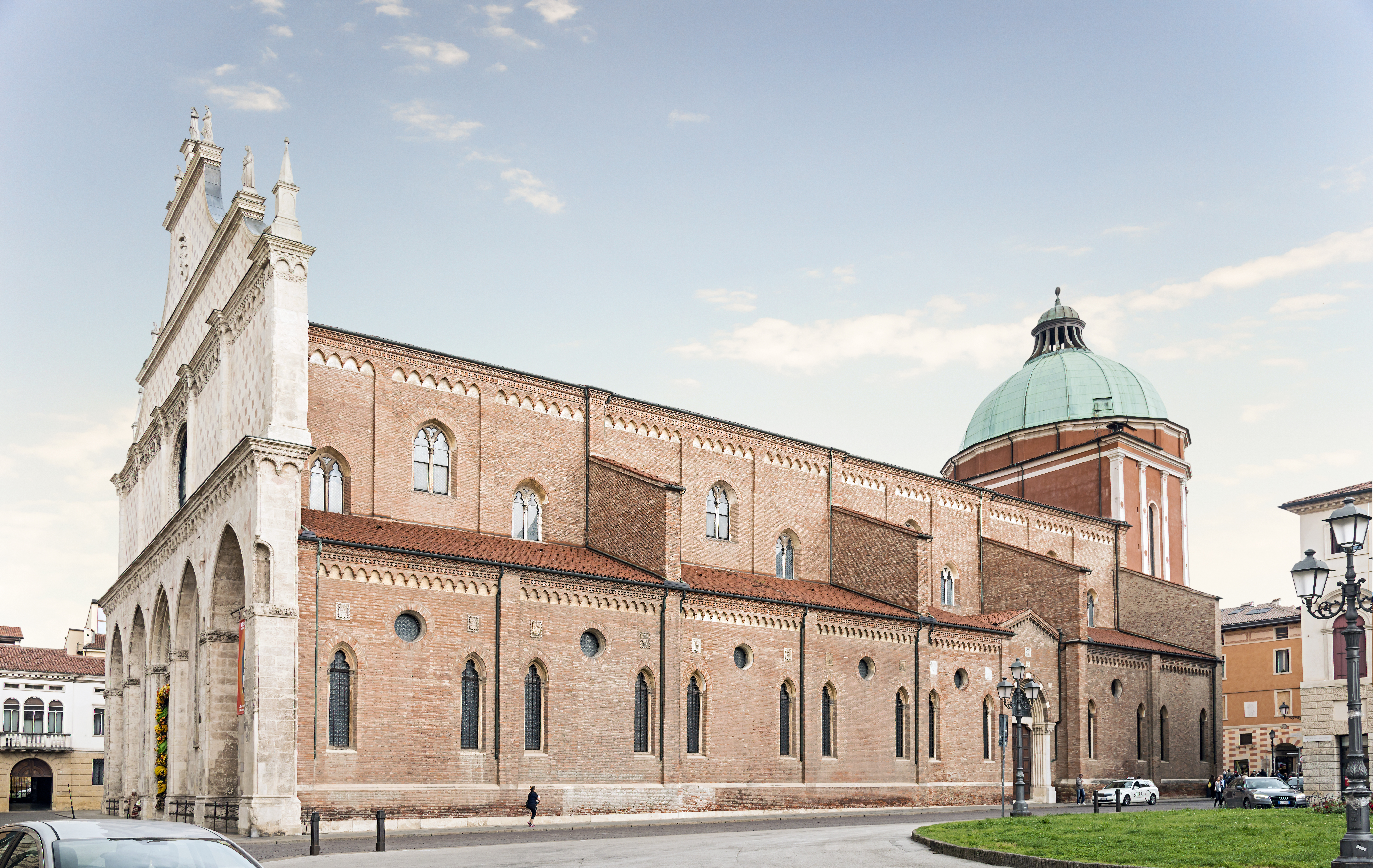
Dóm

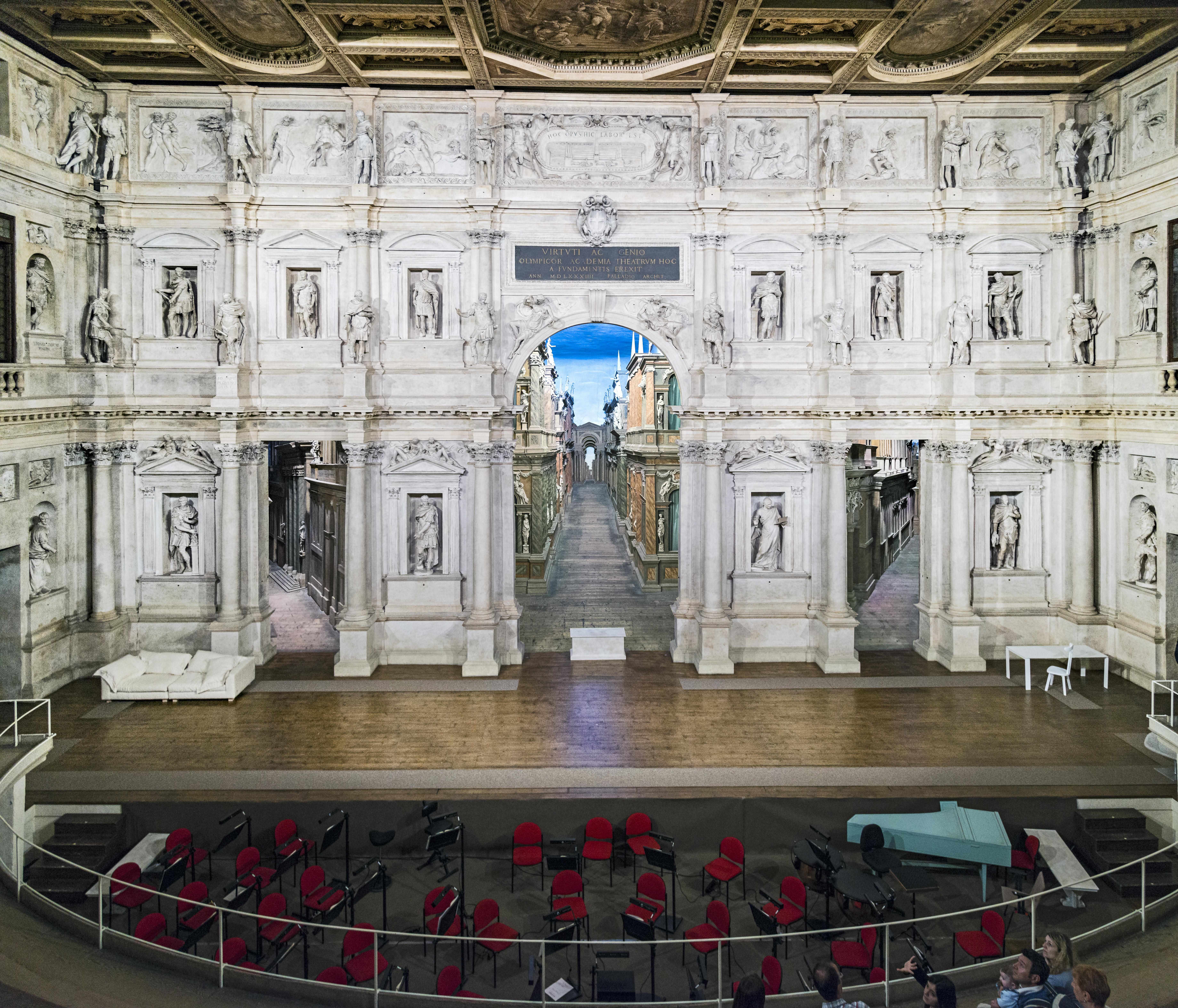
Teatro Olimpico, proscenium

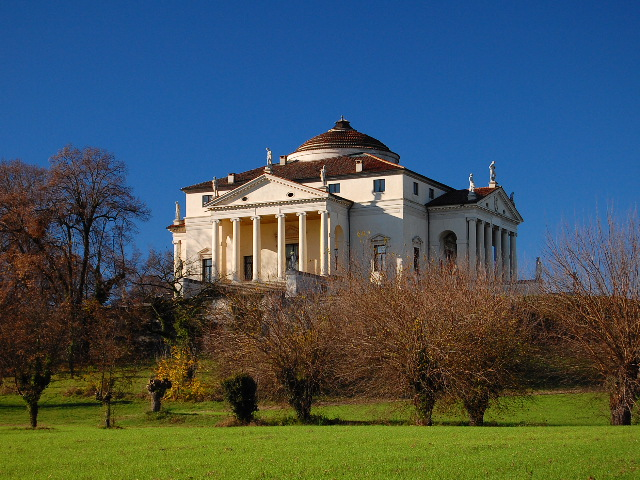
Villa La Rotonda

Vicenza [vičenza] (v benátštině Vicenzsa či Vicensa) je italské město v oblasti Benátsko, hlavní město stejnojmenné provincie a sídlo biskupství. Leží na soutoku řek Bacchiglione a Retrone, na severním úpatí Monti Berici, přibližně 70 km západně od Benátek. Žije zde téměř 113 tisíc obyvatel, v aglomeraci pak 287 000.
Vicenzu proslavil především renesanční architekt Andrea Palladio; kromě jeho staveb je zde řada dalších historických a uměleckých památek, což z ní činí poměrně významný cíl kulturní turistiky. Od roku 1994 je zapsána na seznamu světového dědictví UNESCO.

## Dějiny
Podle Strabóna bylo území dnešní Vicenzy osídleno polomýtickým kmenem Euganei , který byl vytlačen etnikem Venetů v 3 až 2 st. př. n. l. V roce 148 př. n. l. byla v vybudována římská silnice Via Postumia, která procházela Vincenzou. Původně se město pravděpodobně jmenovalo Berga, v římských dobách je nazýváno Vicetia ,Vincentia nebo Vicentia.  V době římské občanské války stála Vincenza jako ostatní venetská města na straně Caesara a v roce 49 př. n. l. získali obyvatelé za odměnu římské občanství. V této době byla Vincenza méně významným městem na silnici spojující Mediolanum (Milán) a Aquileiu, ve srovnání s blízkým Pataviem (Padova). Římané využívali blízké mramorové lomy a Vicetia byla známa i produkcí pálených cihel a zpracováním vlny. Je zachováno několik pozůstatků z římské doby, tři mosty přes řeky Bacchiglione a Retrone a izolované oblouky akvaduktu nedaleko Porta Santa Croce.
Ve středověku Vicenza patřila dynastii Della Scala. Mezi lety 1404 a 1797 pak byla součástí Nejjasnější republiky benátské. V 16. století prožila Vicenza zřejmě nejslavnější období: tehdy zde působil pozdně renesanční architekt Andrea Palladio, který zde zanechal řadu slavných staveb (Basilica Palladiana, Palazzo Chiericati, divadlo Teatro Olimpico či Villa la Rotonda) a roku 1580 zde zemřel. Na palladiovskou tradici posléze navázali další architekti, zejména Vincenzo Scamozzi.
Po napoleonských válkách Vicenza připadla Rakouskému císařství, povstání roku 1848 potlačil maršál Radecký a roku 1866 se pak Vicenza s celou Lombardií a Benátskem stala součástí sjednoceného Italského království. Během 1. i 2. světové války se v okolí odehrávaly poměrně těžké boje. V letech 1944 a 1945 bylo město bombardováno: za oběť padla hned dvě divadla a o život přišlo přibližně 2000 lidí. Po válce, v době italského ekonomického zázraku, se Vicenza stala jedním z nejbohatších měst celé Itálie. Od roku 1990 zde působí některá pracoviště Padovské university.

## Pamětihodnosti
Poměrně sevřené historické město protíná napříč Corso A. Palladio, od Piazza Castello na JZ až k Teatro Olimpico na SV, lemované měšťanskými domy a paláci.
- Piazza Signori uprostřed města:
  - Basilica Palladiana je středověká radnice ze 13. století, kterou Palladio obestavěl dvojitými arkádami. Patří mezi jeho nejslavnější stavby.
  - Torre Bissara, štíhlá, 82 m vysoká věž ze 12. století, ve 14. století přestavěná na zvonici.
  - Loggia del Capitano na protější straně, kde sídlil benátský guvernér, z roku 1571 podle Palladiových plánů
- Teatro Olimpico je patrně nejstarší kryté divadlo, dokončené 1583 rovněž podle Palladiova návrhu. Jako starověká divadla má polokruhové mramorové lavice a ozdobnou stěnu s bohatou plastickou výzdobou a se třemi průchody, která uzavírá scénu.
- Dóm, gotické cihlové trojlodí s renesančním závěrem.
- Gotický kostel San Lorenzo (1280-1344) na SZ okraji historického města
- Zahrada Salvi na JZ okraji města (A. Palladio), blízko Torre del Castello, zbytku městských hradeb.
- Villa Capra či La Rotonda, na návrší 2 km JV od města je také jedna z nejslavnějších Palladiových staveb. Přísně symetrická na čtvercovém půdorysu se čtyřmi schodišti má uprostřed kruhový sál s kopulí.
- Mohutná barokní Basilica di Monte Berico na návrší asi 2 km jižně od města s krásnou vyhlídkou na město a Alpy

## Slavní rodáci
- Augustin Luciani (? - † 1493) – biskup českých utrakvistů
- Gian Giorgio Trissino (1478 – 1550) – básník a jazykovědec
- Antonio Pigafetta (1491 – 1534) – italský cestovatel a kronikář
- Vincenzo Scamozzi (1548 – 1616) – architekt
- Antonio Fogazzaro (1842 – 1911) – spisovatel a básník
- Federico Faggin (* 1941) – fyzik a jeden z tvůrců prvního mikroprocesoru
- Sonia Gándhí (* 1946) – indická politička
- Gelindo Bordin (* 1959) – bývalý italský atlet

## Vývoj počtu obyvatel
Počet obyvatel

## Hospodářství a doprava
Vicenza je bohatým městem s převládajícími malými a středními podniky. Důležitým odvětvím je kromě strojírenství také zlatnictví a šperkařství.
Vicenza leží na hlavní železniční trati Padova – Verona; odbočuje zde dvoukolejná trať do Trevisa a lokálka do městečka Schio. Město je napojeno na dálnici A4 z Turína do Terstu.

## Veletrh šperků Vicenzaoro
Ve městě Vicenza se každý rok koná jeden z největší šperkařských veletrhů na světě s názvem Vicenzaoro. Můžete si tu prohlédnout nejnovější módní trendy a technologie v oboru šperkařství na následující rok. Hlavní výstava je vždy v lednu a nazývá se Vicenzaoro Winter. Další menší veletrh se stejným názvem se koná v září a má název Vicenzaoro September.

## Galerie

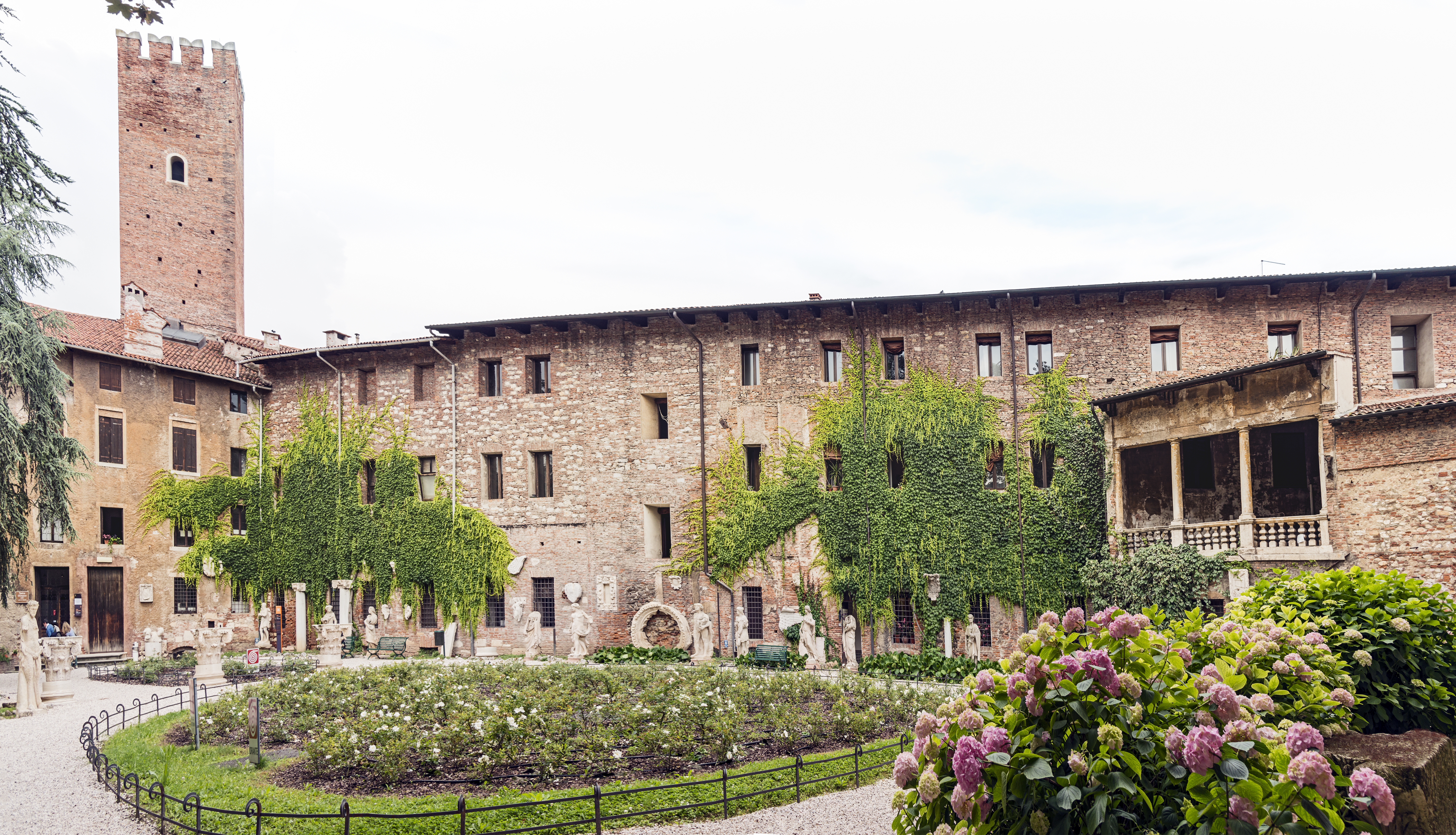
Teatro Olimpico, budova
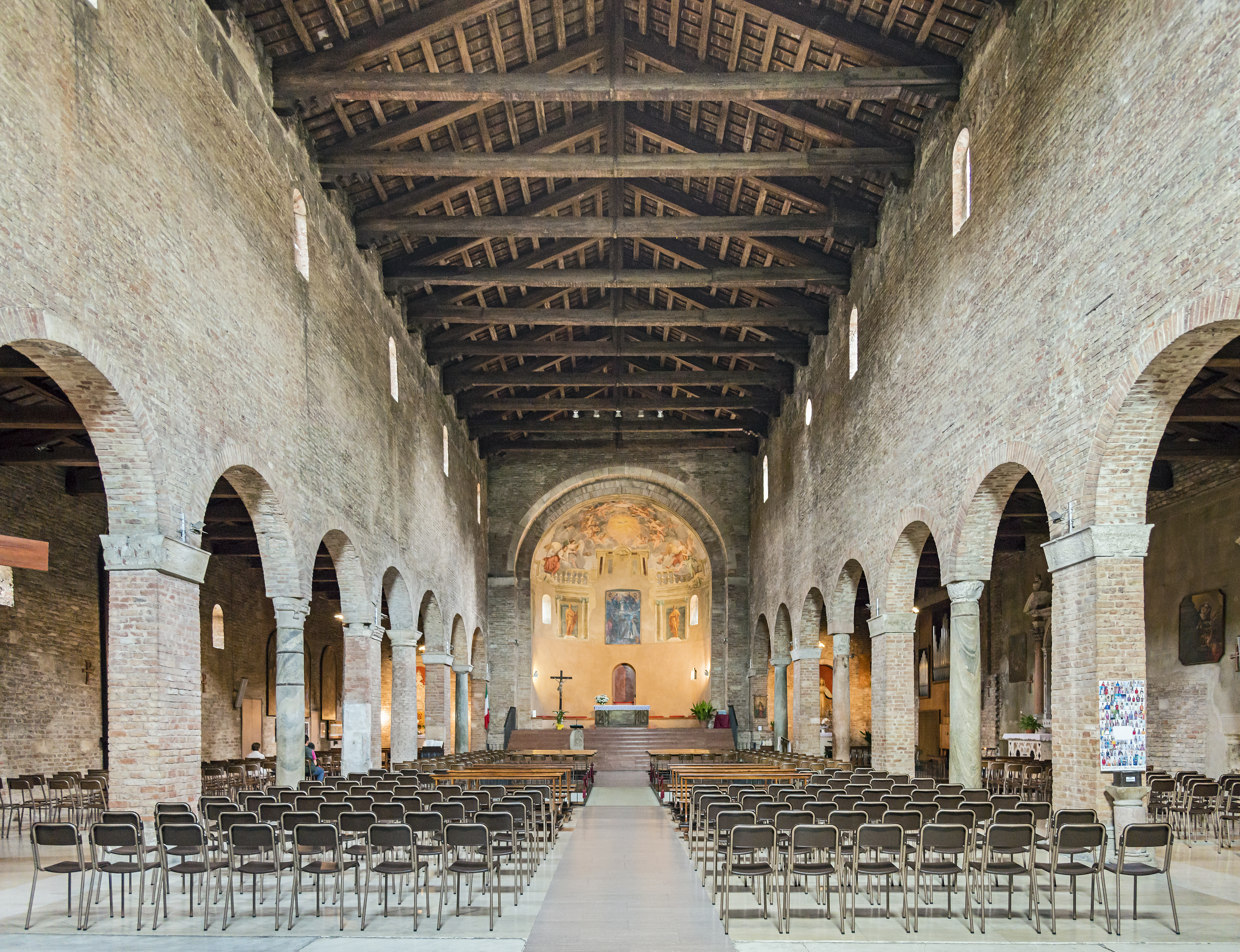
Kostel San Felice, interiér
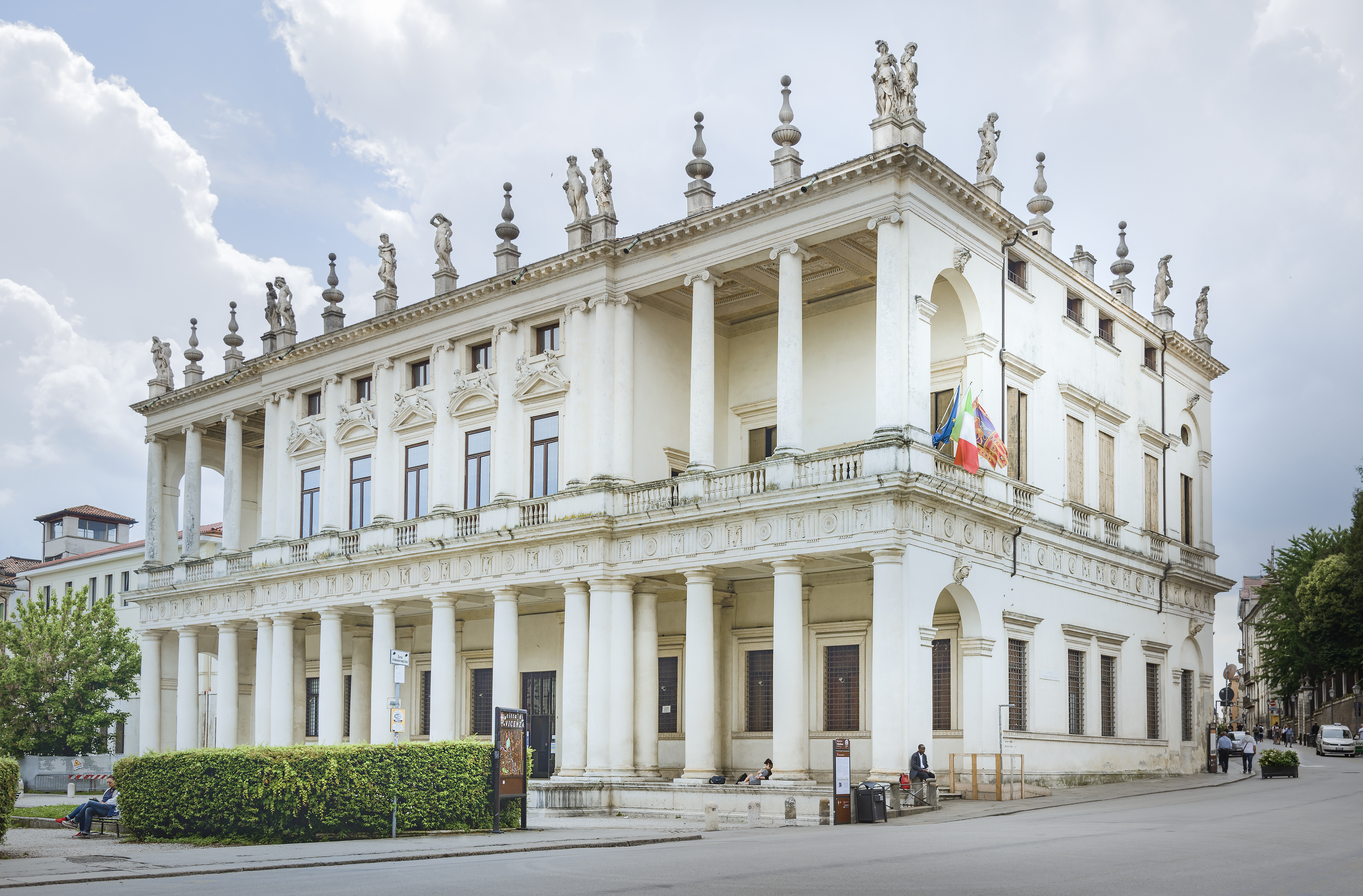
Palazzo Chiericati
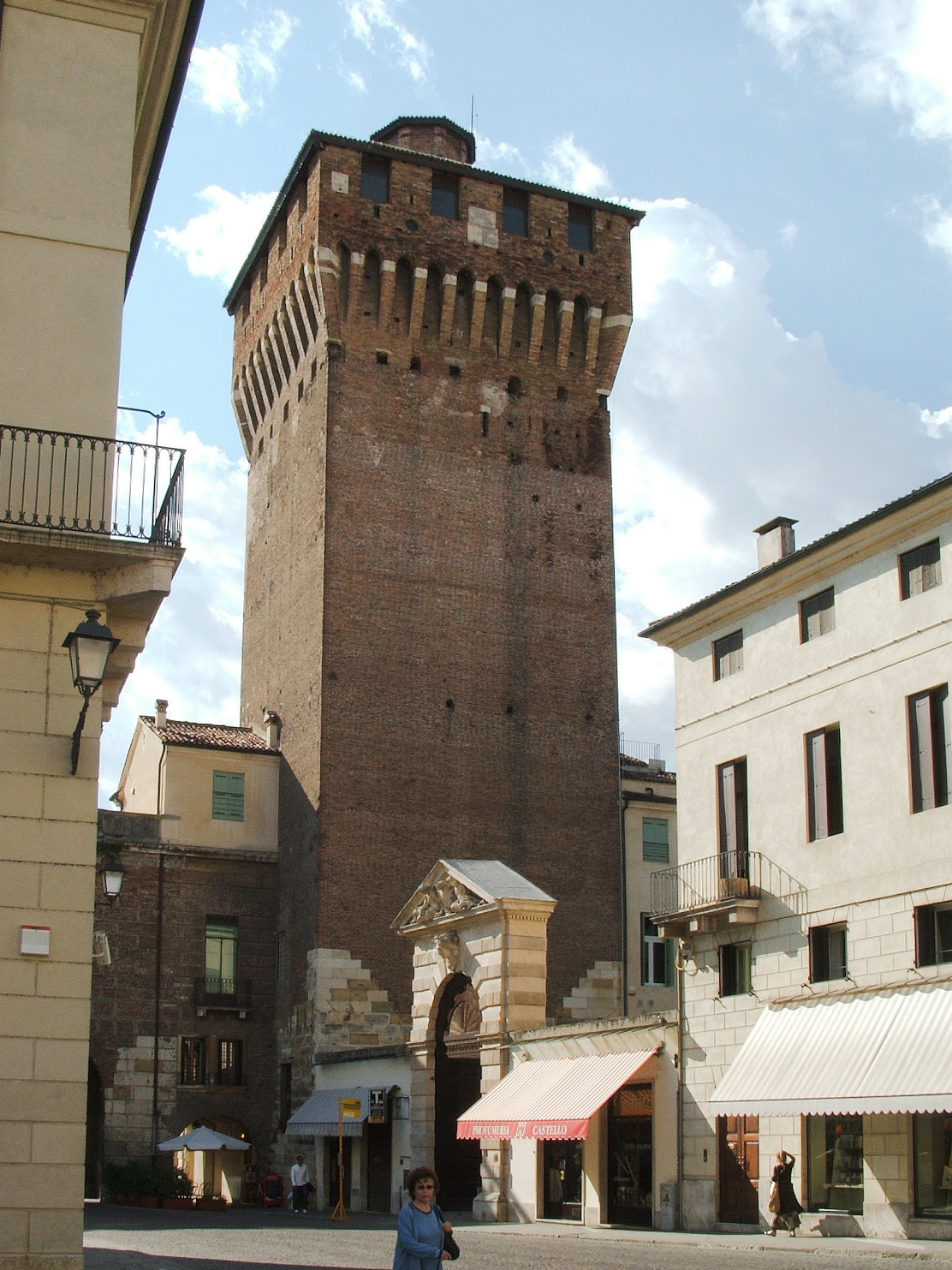
Torre del Castello
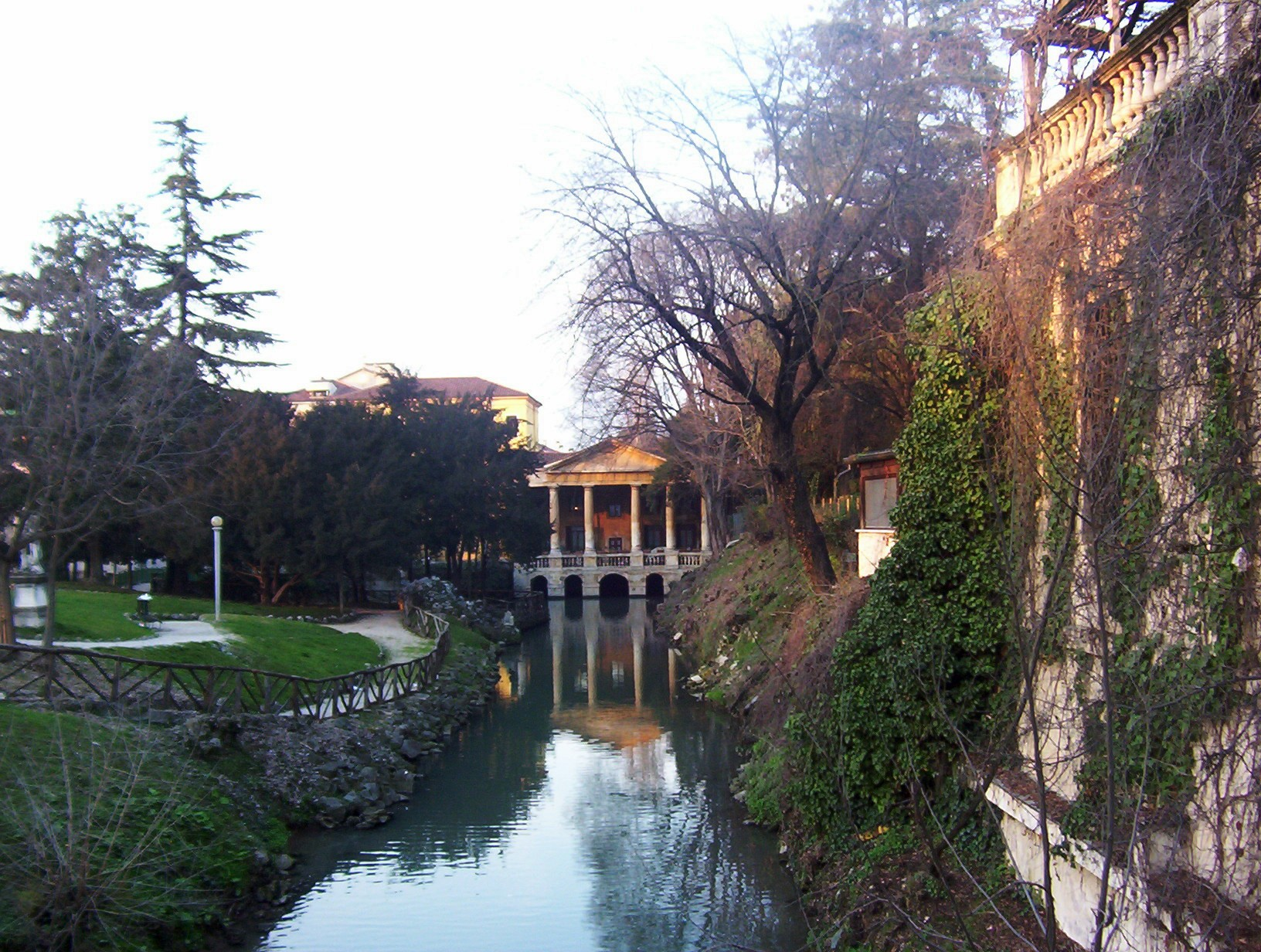
Zahrada Salvi
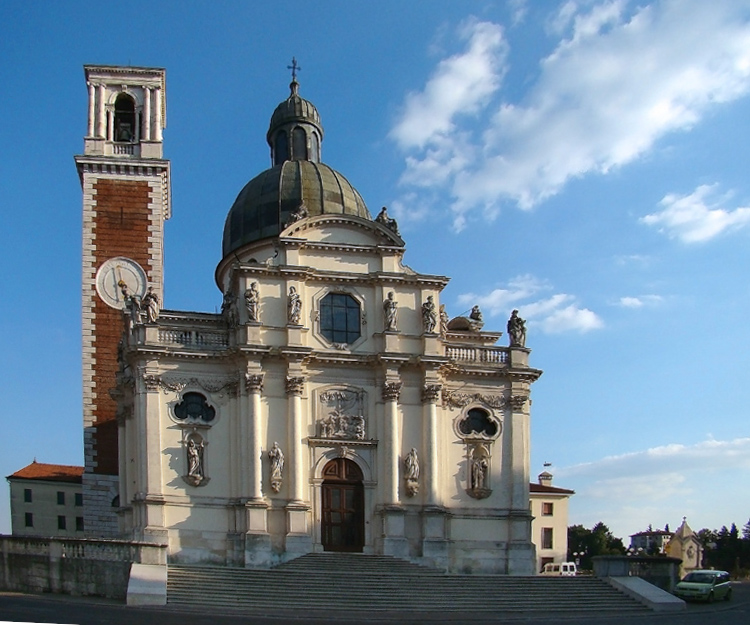
Basilika Monte Berico

## Partnerská města
- Annecy, Francie, od roku 1995
- Pforzheim, Německo, 1991
- Wu-si, Čína, 2006
- Cleveland, USA, 2009[5]